# Battlefield (Jordin Sparks single)
"Battlefield" is een nummer van de Amerikaanse zangeres Jordin Sparks. Het wordt als leadsingle uitgebracht ter promotie van Sparks' tweede studioalbum. De release vond plaats, per locatie verschillend, in de maanden mei en juli 2009.

## Achtergrondinformatie
Battlefield is een midtempo urbanpopnummer dat geschreven en geproduceerd is door Ryan Tedder (OneRepublic, Kelly Clarkson, Leona Lewis, Beyoncé). Het werd voor het eerst live uitgevoerd tijdens de American Idol Top 3 Result Show op 13 mei 2009, waar ze het nummer met Tedder op de piano zong.
Het nummer ontstond als iets kleins. Sparks werkte in de studio aan een ander nummer met Wane Wilkins van productie- en schrijversgroep The Runaways, toen Wilkins een nummer aan haar wilde laten horen. Sparks vond het nummer geweldig maar wilde hem niet direct vragen of zij het nummer mocht gebruiken. Later ging ze naar haar A&R en vroeg aan hem of hij het aan Wilkins kon vragen. Een week later werd Spraks gebeld en werd haar verteld dat zij het nummer kon opnemen.

## Receptie

### Ontvangst
Het nummer ontving positieve kritiek. Website Pop Justice noemde het "jolly good". De New York Post noemt het nummer pure popmagie. Veel critici loven de samenwerking van Tedder, die geprezen wordt voor het produceren van hits als "Halo" en "Bleeding Love", en Sparks, waardoor het nummer net dat beetje extra krijgt. Met deze nummers wordt Battlefield ook vergeleken, maar wordt bombastischer en groter genoemd.

### Commercieel
Battlefield was een groot succes in het Verenigd Koninkrijk en is het op een na hoogste notering van de vier top 40 noteringen van de zangeres, na No Air uit 2008. Het nummer bereikte de elfde plek in de UK Singles Chart en verwacht wordt dat het nummer zal stijgen in de week van de albumrelease.
In de Verenigde Staten debuteerde het nummer op de 25ste plek, wat ook meteen haar piek was. Hiermee was het haar laagst genoteerde single tot nu toe in de Billboard Hot 100. Na enkele weken van een dalende lijn, steeg het nummer na de release van het album naar de tiende positie, waarmee het haar derde toptiennotering is.
In Nederland kwam het nummer binnen op de 27ste plek in de tipparade en steeg de week erop elf plekken naar de 16de positie. In week 30 werd het nummer verkozen tot 538 Alarmschijf.

### Hitnotering
| "Battlefield" in de Nederlandse Top 40 - binnen: 08-08-2009 | "Battlefield" in de Nederlandse Top 40 - binnen: 08-08-2009 | "Battlefield" in de Nederlandse Top 40 - binnen: 08-08-2009 | "Battlefield" in de Nederlandse Top 40 - binnen: 08-08-2009 | "Battlefield" in de Nederlandse Top 40 - binnen: 08-08-2009 | "Battlefield" in de Nederlandse Top 40 - binnen: 08-08-2009 | "Battlefield" in de Nederlandse Top 40 - binnen: 08-08-2009 | "Battlefield" in de Nederlandse Top 40 - binnen: 08-08-2009 | "Battlefield" in de Nederlandse Top 40 - binnen: 08-08-2009 | "Battlefield" in de Nederlandse Top 40 - binnen: 08-08-2009 | "Battlefield" in de Nederlandse Top 40 - binnen: 08-08-2009 | "Battlefield" in de Nederlandse Top 40 - binnen: 08-08-2009 | "Battlefield" in de Nederlandse Top 40 - binnen: 08-08-2009 |
| Week                                                        | 1                                                           | 2                                                           | 3                                                           | 4                                                           | 5                                                           | 6                                                           | 7                                                           | 8                                                           | 9                                                           | 10                                                          | 11                                                          |                                                             |
| ----------------------------------------------------------- | ----------------------------------------------------------- | ----------------------------------------------------------- | ----------------------------------------------------------- | ----------------------------------------------------------- | ----------------------------------------------------------- | ----------------------------------------------------------- | ----------------------------------------------------------- | ----------------------------------------------------------- | ----------------------------------------------------------- | ----------------------------------------------------------- | ----------------------------------------------------------- | ----------------------------------------------------------- |
| Nummer                                                      | 28                                                          | 21                                                          | 19                                                          | 19                                                          | 17                                                          | 15                                                          | 17                                                          | 18                                                          | 20                                                          | 29                                                          | 40                                                          | uit                                                         |

## Videoclip
De door Philip Andelman ("Where'd You Go" van Fort Minor, "Crazy" van Gnarls Barkley, "Halo" van Beyoncé) geregisseerde videoclip is geschoten in Los Angeles. De productie begon 13 mei en de opnames werden de dag erna afgerond. De clip ging 8 juni in première op MTV.
In de clip is Sparks in verschillende looks te zien. Als ze in een auto zit, draagt ze een zwarte jurk en als ze op het gras ligt een witte. De videoclip gaat over een relatie waarin geen van beide partijen genoegen wil nemen met een compromis. De oorlogselement wordt verzorgd door vuurwerk en rook. De ontvangst van de clip was teleurstellend, met als grootste kritiekpunt dat het oorlogselement niet goed aanwezig was en er, met het nummer in de hand, veel meer uit gehaald kon worden.

## Releasedata
| Land                | Releasedatum | Formaat           | Label                |
| ------------------- | ------------ | ----------------- | -------------------- |
| Noord-Amerika       | 12 mei 2009  | download          | Jive, Zomba          |
| Australië           | 18 mei 2009  | download          | Jive, Zomba          |
| Europa              | 18 mei 2009  | download          | RCA, Zomba, Sony BMG |
| Noord-Amerika       | 25 mei 2009  | airplay           | Jive, Zomba          |
| Europa              | 25 mei 2009  | airplay           | RCA, Zomba, Sony BMG |
| Duitsland           | 3 juli 2009  | cd-single         | Zomba, Sony BMG      |
| Verenigd Koninkrijk | 22 juni 2009 | digitale download | Jive Records UK      |
| Verenigd Koninkrijk | 6 juli 2009  | cd-single         | Jive Records UK      |

## Tracklist

### Download
1. "Battlefield" — 04:01

### Duitse download (remixes)
1. "Battlefield" (Bimbo Jones Club Edit) — 06:42
2. "Battlefield" (Monk & Prof Mix) — 04:52
3. "Battlefield" (Mike Rizzo Funk Generation Club Mix) — 07:03
4. "Battleflied" (TONAL Club Mix) — 04:37

### Europese en Britse cd-single
1. "Battlefield" — 04:01
2. "Battlefield" (Bimbo Jones Radio Edit) — 04:08

### Britse download
1. "Battlefield"
2. "Battlefield" (Jason Nevins Radio Mix)
3. "Battlefield" (Bimbo Jones Club Edit)